# 1969年南アフリカグランプリ
1969年南アフリカグランプリ (1969 South African Grand Prix, 正式名称: Third AA Grand Prix of South Africa, アフリカーンス語: Derde AA Suid-Afrikaanse Grand Prix) は、1969年のF1世界選手権の開幕戦として、1969年3月1日にキャラミで開催された。
レースは80周で行われ、マトラのジャッキー・スチュワートが4番手スタートから優勝した。ロータスのグラハム・ヒルが2位、マクラーレンのデニス・ハルムが3位となった。

## エントリー

### 主要チーム
1969年シーズンはこれまで通り南アフリカGPで開幕したが、前年までの1月から3月に変更された。開幕までの数週間までに、各チームのエントリーが発表された。フェラーリを除く全チームは2台をエントリーすると予想されていた。フェラーリ創業者のエンツォ・フェラーリは1台のみエントリーすることを発表した。当初、フェラーリは説明もなく2台エントリーを行うとしていたので、ほとんどの人が驚いた。しかし、これは後に変更され、最終的にクリス・エイモンのみ参加した。ブラバム、BRM、マトラ・インターナショナル、マクラーレンは2台、ロータスは3台をエントリーした。
この年の開幕当初、フェラーリはF1のみならずF2、スポーツカー、Can-Am、ヒルクライムといったあらゆるレースに参戦し、その費用が年々高騰していったため深刻な財政難に陥っていた。ジャッキー・イクスがブラバムへ去ったため、ドライバーは残留したエイモンのみとなり、開発責任者のマウロ・フォルギエリは、四輪駆動のF1マシンや新型水平対向12気筒（厳密には180度V型12気筒）エンジンを搭載する新車312Bの開発に集中するため、一時的にその職を解かれた。この年使用する312はノーズを平たくし、エンジンの排気管を外側に戻して印象は変わったが、基本的には前年仕様のままであった。ロータスは前年度王者のグラハム・ヒルが残留し、ヨッヘン・リントがブラバムから移籍した。彼らに加え、前年にF1デビューを果たしたマリオ・アンドレッティがアメリカでのスケジュールが許す範囲でスポット参戦を行う。マクラーレンはエースのデニス・ハルムとオーナーのブルース・マクラーレンのニュージーランドコンビを継続した。マトラはワークスのマトラ・スポールがスポーツカーレースに専念したため、ケン・ティレル率いるセミワークスのマトラ・インターナショナルのみが参加し、ジャッキー・スチュワートに加え、ワークスからジャン＝ピエール・ベルトワーズが移籍してきた。BRMはホンダからジョン・サーティース、ロータスからジャッキー・オリバーが移籍してラインナップを一新した。前年はレプコエンジンの信頼性不足に泣かされ低迷したブラバムは、エンジンをフォード・コスワース・DFVに変更し、マシンも前年のBT26に小改変を加えたBT26Aを投入した。ドライバーはオーナーのジャック・ブラバムに加え、フェラーリからイクスを迎えた。ホンダ、クーパー、イーグルが前年をもってF1から撤退した一方、この年新たに参入するワークスチームはなかった。

### プライベートチーム
ロブ・ウォーカー/ジャック・ダーラッシャー・レーシングチームは前年同様、ジョー・シフェールがロータス・49Bを走らせる。前年BRMのエースであったペドロ・ロドリゲスは、レグ・パーネル・レーシングに移籍してBRM・P126を走らせる。この他、地元南アフリカ共和国と隣国のローデシアから参戦したプライベートチーム及びドライバーについては、下記のエントリーリストを参照されたい。なお、サム・ティングルとバシル・ヴァン・ルーヤンは最後のF1出走となった。

### エントリーリスト
| チーム                                                      | No. | ドライバー                     | コンストラクター | シャシー | エンジン                         | タイヤ |
| ----------------------------------------------------------- | --- | ------------------------------ | ---------------- | -------- | -------------------------------- | ------ |
| ゴールドリーフ・チーム・ロータス                            | 1   | グラハム・ヒル                 | ロータス         | 49B      | フォード・コスワース DFV 3.0L V8 | F      |
| ゴールドリーフ・チーム・ロータス                            | 2   | ヨッヘン・リント               | ロータス         | 49B      | フォード・コスワース DFV 3.0L V8 | F      |
| ゴールドリーフ・チーム・ロータス                            | 3   | マリオ・アンドレッティ         | ロータス         | 49B      | フォード・コスワース DFV 3.0L V8 | F      |
| ロブ・ウォーカー/ジャック・ダーラッシャー・レーシングチーム | 4   | ジョー・シフェール             | ロータス         | 49B      | フォード・コスワース DFV 3.0L V8 | F      |
| ブルース・マクラーレン・モーターレーシング                  | 5   | デニス・ハルム                 | マクラーレン     | M7A      | フォード・コスワース DFV 3.0L V8 | G      |
| ブルース・マクラーレン・モーターレーシング                  | 6   | ブルース・マクラーレン         | マクラーレン     | M7A      | フォード・コスワース DFV 3.0L V8 | G      |
| マトラ・インターナショナル                                  | 7   | ジャッキー・スチュワート       | マトラ           | MS10     | フォード・コスワース DFV 3.0L V8 | D      |
| マトラ・インターナショナル                                  | 20  | ジャッキー・スチュワート       | マトラ           | MS80 1   | フォード・コスワース DFV 3.0L V8 | D      |
| マトラ・インターナショナル                                  | 8   | ジャン＝ピエール・ベルトワーズ | マトラ           | MS10     | フォード・コスワース DFV 3.0L V8 | D      |
| スクーデリア・フェラーリ SpA SEFAC                          | 9   | クリス・エイモン               | フェラーリ       | 312/69   | フェラーリ 255C 3.0L V12         | F      |
| オーウェン・レーシング・オーガニゼーション                  | 10  | ジョン・サーティース           | BRM              | P138     | BRM P142 3.0L V12                | D      |
| オーウェン・レーシング・オーガニゼーション                  | 21  | ジョン・サーティース           | BRM              | P138 1   | BRM P142 3.0L V12                | D      |
| オーウェン・レーシング・オーガニゼーション                  | 11  | ジャッキー・オリバー           | BRM              | P133     | BRM P142 3.0L V12                | D      |
| レグ・パーネル・レーシング                                  | 12  | ペドロ・ロドリゲス             | BRM              | P126     | BRM P142 3.0L V12                | G      |
| モーターレーシング・ディベロップメンツ・リミテッド          | 14  | ジャック・ブラバム             | ブラバム         | BT26A    | フォード・コスワース DFV 3.0L V8 | G      |
| モーターレーシング・ディベロップメンツ・リミテッド          | 15  | ジャッキー・イクス             | ブラバム         | BT26A    | フォード・コスワース DFV 3.0L V8 | G      |
| チーム・ガンストン                                          | 16  | ジョン・ラブ                   | ロータス         | 49       | フォード・コスワース DFV 3.0L V8 | D      |
| チーム・ガンストン                                          | 17  | サム・ティングル               | ブラバム         | BT24     | レプコ 620 3.0L V8               | F      |
| チーム・ローソン                                            | 18  | バシル・ヴァン・ルーヤン       | マクラーレン     | M7A      | フォード・コスワース DFV 3.0L V8 | D      |
| ジャック・ホルム                                            | 19  | ピーター・デ・クラーク         | ブラバム         | BT20     | レプコ 620 3.0L V8               | D      |
| ソース:                                                     |     |                                |                  |          |                                  |        |

追記
- ^1 - 予備登録（スペアカー）[11]

## 予選
新しいDFVエンジンに大喜びしたジャック・ブラバムがポールポジションを獲得し、ヨッヘン・リント（ロータス）とデニス・ハルム（マクラーレン）とともにフロントローを分け合った。2列目にはジャッキー・スチュワート（マトラ）とクリス・エイモン（フェラーリ）が並び、マリオ・アンドレッティ（ロータス）、グラハム・ヒル（同）、ブルース・マクラーレン（マクラーレン）が3列目に並んだ。南アフリカ及びローデシア出身のローカルドライバーで最速だったのはマクラーレン・M7Aを駆るバシル・ヴァン・ルーヤンの9番手で、ロータス・49を駆るジョン・ラブが彼に続く10番手で4列目を分け合った。

### 予選結果
| 順位    | No. | ドライバー                     | コンストラクター      | タイム    | 差    | グリッド |
| ------- | --- | ------------------------------ | --------------------- | --------- | ----- | -------- |
| 1       | 14  | ジャック・ブラバム             | ブラバム-フォード     | 1:20.0    | -     | 1        |
| 2       | 2   | ヨッヘン・リント               | ロータス-フォード     | 1:20.2    | +0.2  | 2        |
| 3       | 5   | デニス・ハルム                 | マクラーレン-フォード | 1:20.3    | +0.3  | 3        |
| 4       | 7   | ジャッキー・スチュワート       | マトラ-フォード       | 1:20.4    | +0.4  | 4        |
| 5       | 9   | クリス・エイモン               | フェラーリ            | 1:20.5    | +0.5  | 5        |
| 6       | 3   | マリオ・アンドレッティ         | ロータス-フォード     | 1:20.8    | +0.8  | 6        |
| 7       | 1   | グラハム・ヒル                 | ロータス-フォード     | 1:21.1    | +1.1  | 7        |
| 8       | 6   | ブルース・マクラーレン         | マクラーレン-フォード | 1:21.1    | +1.1  | 8        |
| 9       | 18  | バシル・ヴァン・ルーヤン       | マクラーレン-フォード | 1:21.8    | +1.8  | 9        |
| 10      | 16  | ジョン・ラブ                   | ロータス-フォード     | 1:22.1    | +2.1  | 10       |
| 11      | 8   | ジャン＝ピエール・ベルトワーズ | マトラ-フォード       | 1:22.2    | +2.2  | 11       |
| 12      | 4   | ジョー・シフェール             | ロータス-フォード     | 1:22.2    | +2.2  | 12       |
| 13      | 15  | ジャッキー・イクス             | ブラバム-フォード     | 1:23.1    | +3.1  | 13       |
| 14      | 11  | ジャッキー・オリバー           | BRM                   | 1:24.1    | +4.1  | 14       |
| 15      | 12  | ペドロ・ロドリゲス             | BRM                   | 1:25.2    | +5.2  | 15       |
| 16      | 19  | ピーター・デ・クラーク         | ブラバム-レプコ       | 1:27.2    | +7.2  | 16       |
| 17      | 17  | サム・ティングル               | ブラバム-レプコ       | 1:50.4    | +30.4 | 17       |
| EX      | 10  | ジョン・サーティース           | BRM                   | No Time 1 | -     | 18 1     |
| ソース: |     |                                |                       |           |       |          |

追記
- ^1 - サーティースは1:21.8を記録したが、決勝はマシンを変更したためタイムは無効となり、最後尾グリッドからスタートする[14]

## 決勝

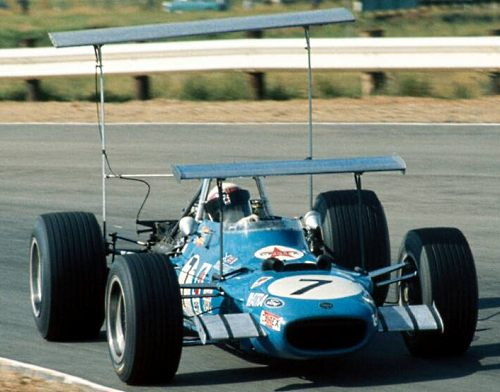
優勝したジャッキー・スチュワートがドライブするマトラ・MS10には、前後に巨大なウィングが取り付けられていた。

レースがスタートすると、ジャック・ブラバムはジャッキー・スチュワートとともに先頭に立ち、ヨッヘン・リント、グラハム・ヒル、デニス・ハルム、ブルース・マクラーレンが続いた。1周目の終わりにスチュワートがリードを奪い、以後首位を独走していく。ブラバムは7周目にリアウィングが破損し、ピットインを余儀なくされるまで2位にとどまった。これでリントが2位となったが、すぐにヒルに追い越された。リントはハルムに遅れを取り、ハルムもジョー・シフェールとマリオ・アンドレッティに抜かれたが、アンドレッティは32周目にトランスミッションのトラブルでリタイアした。ハルムはその後、シフェールを抜き返して3位に浮上した。レース後半はスチュワート、ヒル、ハルム、シフェール、マクラーレンの上位5台は順位が変わらないまま、スチュワートはヒルに18秒の差を付けて優勝した。

### レース結果
| 順位    | No. | ドライバー                     | コンストラクター      | 周回数 | タイム/リタイア原因 | グリッド | ポイント |
| ------- | --- | ------------------------------ | --------------------- | ------ | ------------------- | -------- | -------- |
| 1       | 7   | ジャッキー・スチュワート       | マトラ-フォード       | 80     | 1:50:39.1           | 4        | 9        |
| 2       | 1   | グラハム・ヒル                 | ロータス-フォード     | 80     | +18.8               | 7        | 6        |
| 3       | 5   | デニス・ハルム                 | マクラーレン-フォード | 80     | +31.8               | 3        | 4        |
| 4       | 4   | ジョー・シフェール             | ロータス-フォード     | 80     | +49.2               | 12       | 3        |
| 5       | 6   | ブルース・マクラーレン         | マクラーレン-フォード | 79     | +1 Lap              | 8        | 2        |
| 6       | 8   | ジャン＝ピエール・ベルトワーズ | マトラ-フォード       | 78     | +2 Laps             | 11       | 1        |
| 7       | 11  | ジャッキー・オリバー           | BRM                   | 77     | +3 Laps             | 14       |          |
| 8       | 17  | サム・ティングル               | ブラバム-レプコ       | 73     | +7 Laps             | 17       |          |
| NC      | 19  | ピーター・デ・クラーク         | ブラバム-レプコ       | 67     | 規定周回数不足      | 16       |          |
| Ret     | 2   | ヨッヘン・リント               | ロータス-フォード     | 44     | 燃料ポンプ          | 2        |          |
| Ret     | 10  | ジョン・サーティース           | BRM                   | 40     | エンジン            | 18       |          |
| Ret     | 12  | ペドロ・ロドリゲス             | BRM                   | 38     | 水漏れ              | 15       |          |
| Ret     | 9   | クリス・エイモン               | フェラーリ            | 34     | エンジン            | 5        |          |
| Ret     | 14  | ジャック・ブラバム             | ブラバム-フォード     | 32     | ハンドリング        | 1        |          |
| Ret     | 3   | マリオ・アンドレッティ         | ロータス-フォード     | 31     | ギアボックス        | 6        |          |
| Ret     | 16  | ジョン・ラブ                   | ロータス-フォード     | 31     | イグニッション      | 10       |          |
| Ret     | 15  | ジャッキー・イクス             | ブラバム-フォード     | 20     | イグニッション      | 13       |          |
| Ret     | 18  | バシル・ヴァン・ルーヤン       | マクラーレン-フォード | 12     | ブレーキ            | 9        |          |
| ソース: |     |                                |                       |        |                     |          |          |

ファステストラップ
- ジャッキー・スチュワート - 1:21.6（50周目）

ラップリーダー
- ジャッキー・スチュワート - 80周（全周回トップ） (Lap 1-80)

## 第1戦終了時点のランキング
| 順位    | ドライバー               | ポイント |
| ------- | ------------------------ | -------- |
| 1       | ジャッキー・スチュワート | 9        |
| 2       | グラハム・ヒル           | 6        |
| 3       | デニス・ハルム           | 4        |
| 4       | ジョー・シフェール       | 3        |
| 5       | ブルース・マクラーレン   | 2        |
| ソース: |                          |          |

| 順位    | コンストラクター      | ポイント |
| ------- | --------------------- | -------- |
| 1       | マトラ-フォード       | 9        |
| 2       | ロータス-フォード     | 6        |
| 3       | マクラーレン-フォード | 4        |
| ソース: |                       |          |

- 注:  トップ5のみ表示。前半6戦のうちベスト5戦及び後半5戦のうちベスト4戦がカウントされる。